# Альбер Ракуту Рацимаманга
Альбер Ракуту Рацимаманга (малаг. Albert Rakoto Ratsimamanga; 28 декабря 1907, Антананариву, Французский Мадагаскар — 16 сентября 2001) — мадагаскарский учёный, энциклопедист, врач, биохимик, политик, дипломат, академик, доктор медицины, доктор наук.

## Биография

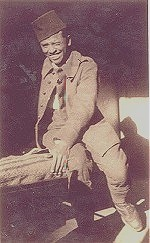
Молодой Рацимаманга ок. 1924 года

Представитель малагасийской знати. Внук принца Рацимаманга, казнённого в 1897 году, который был советником и родным дядей последней королевы Малагасийского королевства Ранавалуны III.
Учился в протестантской школе (École anglicane de Tananarive), потом в медучилище (École de Médecine de Befelatanana) в Тананариве (ныне ― Антананариву). Высшее образование получил во Франции. Окончил Институт экзотической медицины в Париже, Институт Пастера и Высшей школе международных исследований.

### Борьба за независимость
Участвовал в борьбе за провозглашение независимости Мадагаскара. Вместе со своими единомышленниками в июле 1934 г. основал «Ассоциацию студентов мальгашского происхождения» (Association des Étudiants d’Origine Malgache), выступавшую за освобождение Мадагаскара. Участник Второй мировой войны, добровольцем пошёл на фронт, участвовал в движении Сопротивления против фашизма. 

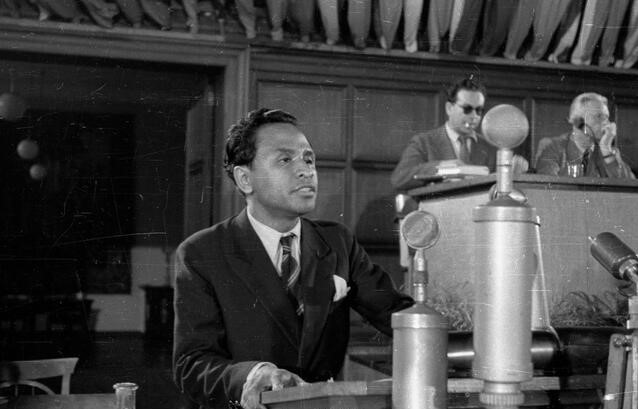
Рацимаманга выступает на Всемирном конгрессе интеллектуалов в защиту мира во Вроцлаве 25-28 августа 1948 года

В 1946 году с Жозефом Расетой, Жозефом Равуаханги и Жаком Рабеманандзарой стал одним из основателей политического «Демократического движения за малагасийское возрождение» (MDRM). В 1947 году участвовал в антифранцузских выступлениях. Был обвинён в причастности к организации Малагасийского восстания. Поскольку Рацимаманга в это время находился во Франции, он не был привлечён к суду, но резко выступил против жестокого подавления восстания и репрессий властей против её руководителей.
В 1949 году Рацимаманга создал «Мальгашский национальный совет» (Conseil National Malgache), что-то вроде правительства в изгнании, но, оторванная от малагасийской действительности, организация вскоре распалась. Активно участвовал в подготовке французского «закона-рамки» 1956 года о реформе управления в колониях.

### Научная деятельность
Был первым малагасийцем, получившим учёное звание. Защитил докторскую диссертацию по медицине, затем ― по естественным наукам. Работал ассистентом по практической гистологии на медицинском факультете в Париже (1935—1939), научным сотрудником, потом директором Научных исследований СНРС Франции (Centre National de la Recherche Scientifique, 1940—1957), читал лекции на медицинском факультете в Парижском университете (1960). Директор парижской Практической школы высших исследований (École pratique des Hautes Études). Почётный профессор Медицинского факультета Университета Антананариву.

Вместе со своей женой Сюзанной был в 1957 году основателем Малагасийского института прикладных исследований (IMRA), который специализировался на фитотерапии, переименованного в «Фонд Альбера и Сюзанны Ракуту Рацимаманга».

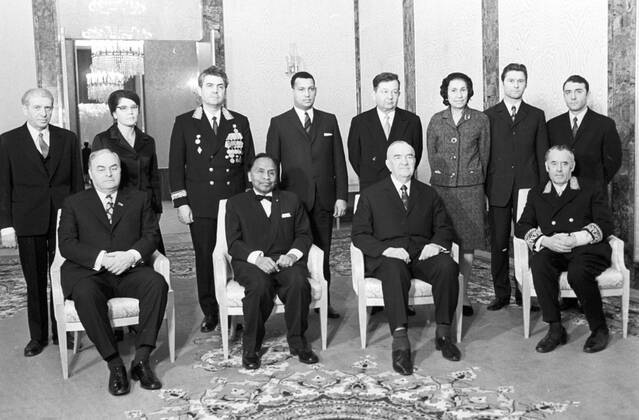
Рацимаманга после вручения верительных грамот 14 декабря 1972 года в СССР.

Член-корреспондент Медицинской академии (Франция), французской академии наук, малагасийской академии наук, академии наук третьего мира, римской академии наук и др. Был одним из основателей Всемирной академии наук (1983) и Африканской академии наук (1985), выбран человеком века на Мадагаскаре.

### Дипломат независимого Мадагаскара
Участвовал в переговорах по предоставлению Мадагаскару независимости. С 1960 года — на дипломатической работе. Посол Мадагаскара во Франции (1960—1972). С 1972 года работал первым Чрезвычайным и Полномочным послом Мадагаскара в СССР (до 1976) и КНР. Позже был в числе основателей посольств в ФРГ, КНДР и Сьерра-Леоне. Представляет Малагасийскую Республику в Европейском экономическом сообществе, ЮНЕСКО и Продовольственной и сельскохозяйственной организации. Стал заместителем председателя Исполнительного совета ЮНЕСКО.